# Goldfrapp
Goldfrapp est un groupe anglais de musique électronique, apparenté à l'électropop, originaire du quartier londonien d'Enfield.
Goldfrapp est le fruit d'une collaboration entre Will Gregory et Alison Goldfrapp qui s’est d'abord fait remarquer comme chanteuse sur les premiers albums de Tricky et Orbital.

## Biographie

### Débuts (1999)
Née dans un petit village plongé dans la campagne anglaise en mai 1966, Alison Goldfrapp développe un caractère très mélancolique et contemplatif dès son plus jeune âge. À l'école cependant, bien qu'elle démontre une certaine intelligence, elle se fait remarquer par son côté provocateur et choquant notamment en se droguant aux solvants. Si l'adolescente se montre aussi sulfureuse, c'est parce qu'elle souffre non seulement du mal de la décennie ( « J'ai toujours trouvé que les années 1980 étaient nulles et ringardes tant politiquement qu'artistiquement… même à l'époque ») mais en plus se sent à l'étroit dans sa campagne si puritaine et conservatrice. Elle décide donc à 18 ans de plier bagage vers les grandes villes.
Après plusieurs rencontres artistiques hasardeuses, elle se fixe un certain temps en Belgique avec un groupe d'artistes qui, avoue-t-elle, faisaient plus du bruit qu'autre chose. Elle entame des études d'arts plastiques, se révélant très douée et inspirée dans les matières de son choix. Elle finit par rencontrer Tricky qui lui tendra le premier un micro. De cette association naissent quelques titres dont Pumpkin enregistré pratiquement sans fil étant donné que le texte n'était pas fixé à l'avance. Après avoir tourné avec Tricky, elle décide de se lancer seule mais, faute de partenaire, ne trouve aucune opportunité pour enregistrer. C'est là qu'une amie commune censée chanter sur une chanson écrite et composée par Will Gregory présente les deux membres du futur groupe. Après avoir longuement parlé de la musique qu'ils aimaient, de leurs ambitions professionnelles et plus généralement de leur vision de la musique, ils se rendent compte de leur complémentarité : l'une a besoin d'un compositeur, l'autre d'une chanteuse. C'est ainsi que naît Goldfrapp.
En 1999 ils signent un contrat avec le label Mute Records pour enregistrer un premier album. Passant des mois dans un bungalow en pleine nature, le duo enregistre l'album Felt Mountain dont le premier titre est Lovely Head (ce morceau est particulièrement repris ces dernières années par divers films, publicités et autres médias). Complètement inspirés, ils s'essaient à des techniques variées (par exemple, la partie vocale de Deer Stop a été enregistrée en pleine nature le soir, sous les étoiles) tout en gardant un esprit très trip hop et pop fort proche d'Ennio Morricone, de François de Roubaix et du groupe Portishead. L'album sort en 2000 et connaît un succès mitigé auprès des masses (pour ne pas dire quasi nul) mais sera véritablement adulé par la critique et par le milieu de la musique électronique,. Le groupe reconnaîtra cependant quelques années plus tard leur manque de technique évident[citation nécessaire] sur leur premier album.
S'ensuit une tournée durant laquelle ils continuent à composer notamment les titres UK Girls, Fondue Knights, Little Death et Sartorius. Si ces quatre nouveaux titres apparaissent, c'est parce que le groupe se sent frustré de n'avoir que neuf chansons à défendre sur scène et décide donc de varier un peu.

### Felt MountainetBlack Cherry(2000–2004)
En 2002, fort de plusieurs mois sur scène, le duo retourne en studio, de nouveau dans un petit bungalow dans la ville de Bath. Là, ils refusent catégoriquement de prendre la même direction que leur album précédent et s'orientent vers une tout autre voie : une pop électro acidulée.
C'est au printemps 2003 que sort leur deuxième opus intitulé Black Cherry, plus rythmé (« Nous voulions vraiment faire quelque chose de plus énergique, c'est pourquoi nous avons repris un sample du titre Physical d'Olivia Newton-John lors de la tournée précédente ») qui bouleverse littéralement les fans de la première heure. Goldfrapp utilise une imagerie d'êtres hybrides, mi-hommes, mi-animaux qui ne les quittera jamais vraiment. Décevant pour certains, génial pour d'autres, leur public est très partagé,,. Leur premier single, Train, connaît un meilleur succès que tous ceux tirés de leur premier album et, à l'instar des deux singles qui le suivront, Strict Machine et Twist, il bénéficie d'une vidéo choquante et provocatrice. Car en fait, Train parle de la débauche et de la décadence des soirées de villes telles que Los Angeles, où une véritable frénésie de perversion se fait sentir (cf. roulement frénétique du train).
En 2004, Goldfrapp retourne sur les planches avec une tournée qui connaîtra des salles plus grandes qu'auparavant. En effet, pendant ce temps ils ont vendu plus d'un million d'albums et rencontrent un succès grandissant, notamment auprès de la culture gay. Tout en restant simple, la tournée est ponctuée de quelques extravagances dont seule Allison a le secret (queue de cheval accrochée à un petit short, tenues provocantes, etc.).

### SupernatureetSeventh Tree(2005–2008)

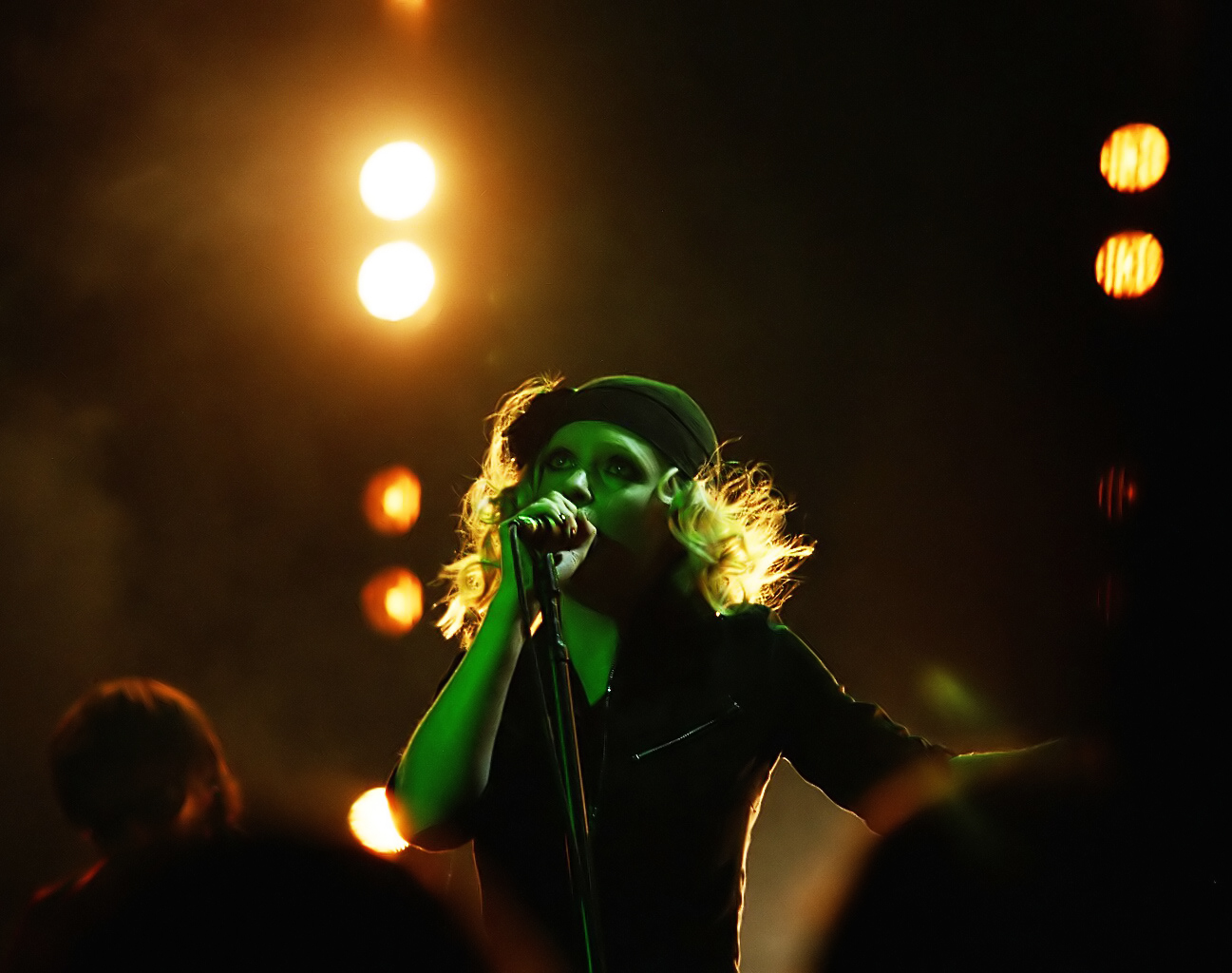
Goldfrapp en live à Cambridge en 2005.

En 2005, leur retour au studio donne naissance à leur troisième œuvre, Supernature. Après avoir tenu les fans en longue haleine, ils sortent l'opus en août. Le succès ne se fait guère attendre : leur premier single Ooh La La se place directement à la quatrième place des classements britanniques et leur deuxième single, Number One, sixième,,. Le 12 décembre 2005, Depeche Mode sort un single sur lequel figure A Pain That I'm Used To (Goldfrapp Remix).
En 2007, le groupe fait une apparition dans un épisode de la célèbre série américaine The L Word dans lequel il joue Ride a White Horse en direct du bar Le Planet où se retrouve le groupe d'amies lesbiennes.
Le 4e single de l'album Supernature est le très pop Fly Me Away puis sort une compilation de remixes très variés We are Glitter poussé par le remixe de "Satin Chic" et Slide in.
Alors qu'on attendait le groupe dans une continuité électro pop, Goldfrapp revient en 2008 avec un album plus posé : Seventh Tree.
Plus proche du  premier album du groupe Felt Mountain quoique légèrement plus joyeux. Seul le premier single A&E se fait remarquer en radio surtout au Royaume-Uni et au Canada. Les autres singles sont Hapiness, Caravan Girl, et Clowns (qui était d'abord prévu en 2e single).  Avec cet album salué par la critique,,,, le groupe se réconcilie avec ses fans de la première heure et marque encore un peu plus sa singularité.

### Head FirstetThe Singles(2009–2012)
Le 22 mars 2010, Goldfrapp sort un nouvel album : Head First. Annoncé en juillet 2009 et très attendu par les fans. Le premier single "Rocket" sorti quelques mois plus tôt annonçait déjà un succès électro pop. Cette fois, le duo fait un retour controversé à la disco des eighties.
À la suite d'un désaccord artistique avec leur maison de disques, le groupe re-signe avec le label Mute Records qui s'est entre-temps séparé de sa maison-mère EMI. Le désaccord porte sur le travail d'enregistrement et la composition finale de l'album ; Will Gregory se plaint en particulier de la pression exercée par EMI pour obliger le groupe à respecter un planning trop court (« Il nous aurait vraiment fallu six mois de plus sur Head First »).

### Tales of UsetSilver Eye(depuis 2013)
Tales of Us, le sixième album studio du groupe, sort le 9 septembre 2013. Goldfrapp brouille encore une fois les pistes en proposant un album très sobre et épuré qui renoue avec le lyrisme de Felt Mountain et installe le groupe « cent mille lieues au-dessus de la pop ordinaire ». La chanson Annabel sera utillisée à partir de 2015 pour le générique de fin de certains épisodes de la série française Le Bureau des Légendes.
En 2017 sort l'album Silver Eye.
Fin août 2018, le groupe interprète le titre Ocean en collaboration avec Dave Gahan de Depeche Mode, version incluse dans l'édition Deluxe de l'album Silver Eye.

## Discographie

### Albums studio
| Année | Titre         | Meilleure position[réf. nécessaire] | Meilleure position[réf. nécessaire] | Meilleure position[réf. nécessaire] | Meilleure position[réf. nécessaire] | Meilleure position[réf. nécessaire] | Meilleure position[réf. nécessaire] | Meilleure position[réf. nécessaire] | Meilleure position[réf. nécessaire] | Meilleure position[réf. nécessaire] | Meilleure position[réf. nécessaire] | Meilleure position[réf. nécessaire] | Meilleure position[réf. nécessaire] | Meilleure position[réf. nécessaire] | Certification[réf. nécessaire]      |
| Année | Titre         | R-U                                 | FR                                  | FR TL                               | ALL                                 | SUI                                 | AUS                                 | BEL/Fr                              | BEL/Nl                              | AUT                                 | P-B                                 | POR                                 | NOR                                 | N-Z                                 | Certification[réf. nécessaire]      |
| ----- | ------------- | ----------------------------------- | ----------------------------------- | ----------------------------------- | ----------------------------------- | ----------------------------------- | ----------------------------------- | ----------------------------------- | ----------------------------------- | ----------------------------------- | ----------------------------------- | ----------------------------------- | ----------------------------------- | ----------------------------------- | ----------------------------------- |
| 2000  | Felt Mountain | 57                                  | 95                                  | —                                   | 98                                  | 36                                  | 44                                  | —                                   | —                                   | 44                                  | —                                   | —                                   | —                                   | —                                   | Certification Royaume-Uni : Or      |
| 2003  | Black Cherry  | 19                                  | 35                                  | —                                   | 25                                  | 41                                  | —                                   | 29                                  | 46                                  | —                                   | 91                                  | 26                                  | 26                                  | —                                   | Certification Royaume-Uni : Platine |
| 2005  | Supernature   | 2                                   | 43                                  | —                                   | 26                                  | 29                                  | 23                                  | 22                                  | 16                                  | 33                                  | 36                                  | —                                   | 36                                  | 35                                  | Certification Royaume-Uni : Platine |
| 2008  | Seventh Tree  | 2                                   | 37                                  | 4                                   | 21                                  | 11                                  | 11                                  | 36                                  | 10                                  | 37                                  | 24                                  | 18                                  | 18                                  | 39                                  | Certification Royaume-Uni : Or      |
| 2010  | Head First    | 6                                   | 70                                  | —                                   | 28                                  | 14                                  | 14                                  | 49                                  | 35                                  | —                                   | 47                                  | —                                   | 19                                  | 18                                  | Certification Royaume-Uni : Argent  |
| 2013  | Tales of Us   | —                                   | —                                   | —                                   | —                                   | —                                   | —                                   | —                                   | —                                   | —                                   | —                                   | —                                   | —                                   | —                                   |                                     |
| 2017  | Silver Eye    | —                                   | —                                   | —                                   | —                                   | —                                   | —                                   | —                                   | —                                   | —                                   | —                                   | —                                   | —                                   | —                                   |                                     |

### Compilations & Rééditions
| Année | Titre                          | Meilleure position[réf. nécessaire] | Meilleure position[réf. nécessaire] | Meilleure position[réf. nécessaire] | Meilleure position[réf. nécessaire] | Meilleure position[réf. nécessaire] | Meilleure position[réf. nécessaire] | Meilleure position[réf. nécessaire] | Meilleure position[réf. nécessaire] | Meilleure position[réf. nécessaire] | Meilleure position[réf. nécessaire] | Meilleure position[réf. nécessaire] | Meilleure position[réf. nécessaire] | Meilleure position[réf. nécessaire] | Certification[réf. nécessaire] |
| Année | Titre                          | R-U                                 | FR                                  | FR TL                               | ALL                                 | SUI                                 | AUS                                 | BEL/Fr                              | BEL/Nl                              | AUT                                 | P-B                                 | POR                                 | NOR                                 | N-Z                                 | Certification[réf. nécessaire] |
| ----- | ------------------------------ | ----------------------------------- | ----------------------------------- | ----------------------------------- | ----------------------------------- | ----------------------------------- | ----------------------------------- | ----------------------------------- | ----------------------------------- | ----------------------------------- | ----------------------------------- | ----------------------------------- | ----------------------------------- | ----------------------------------- | ------------------------------ |
| 2012  | The Singles                    | —                                   | —                                   | —                                   | —                                   | —                                   | —                                   | —                                   | —                                   | —                                   | —                                   | —                                   | —                                   | —                                   | —                              |
| 2020  | Felt Mountain (Deluxe Edition) | —                                   | —                                   | —                                   | —                                   | —                                   | —                                   | —                                   | —                                   | —                                   | —                                   | —                                   | —                                   | —                                   | —                              |

### Album remix
| Titre          | Meilleure position[réf. nécessaire] | Meilleure position[réf. nécessaire] | Meilleure position[réf. nécessaire] |
| Titre          | USA Electronic                      | USA Heatseekers                     | USA Independent                     |
| -------------- | ----------------------------------- | ----------------------------------- | ----------------------------------- |
| We are Glitter | 8                                   | 48                                  | 48                                  |

### Singles
| Année | Single                           | Meilleure position[réf. nécessaire] | Meilleure position[réf. nécessaire] | Meilleure position[réf. nécessaire] | Meilleure position[réf. nécessaire] | Meilleure position[réf. nécessaire] | Meilleure position[réf. nécessaire] | Meilleure position[réf. nécessaire] | Meilleure position[réf. nécessaire] | Album          |
| Année | Single                           | R-U                                 | IRL                                 | ALL                                 | ITA                                 | AUS                                 | CAN                                 | US Club                             | US Dance                            | Album          |
| ----- | -------------------------------- | ----------------------------------- | ----------------------------------- | ----------------------------------- | ----------------------------------- | ----------------------------------- | ----------------------------------- | ----------------------------------- | ----------------------------------- | -------------- |
| 2000  | Lovely Head                      | —                                   | —                                   | —                                   | —                                   | —                                   | —                                   | —                                   | —                                   | Felt Mountain  |
| 2000  | Utopia                           | —                                   | —                                   | —                                   | —                                   | —                                   | —                                   | —                                   | —                                   | Felt Mountain  |
| 2001  | Human                            | —                                   | —                                   | —                                   | —                                   | —                                   | —                                   | —                                   | —                                   | Felt Mountain  |
| 2001  | Utopia (Genetically Enriched)    | 62                                  | —                                   | —                                   | —                                   | —                                   | —                                   | —                                   | —                                   | Felt Mountain  |
| 2001  | Pilots (On a Star) / Lovely Head | 68                                  | —                                   | —                                   | —                                   | —                                   | —                                   | —                                   | —                                   | Felt Mountain  |
| 2003  | Train                            | 23                                  | —                                   | —                                   | —                                   | —                                   | —                                   | —                                   | —                                   | Black Cherry   |
| 2003  | Strict Machine                   | 25                                  | —                                   | —                                   | —                                   | —                                   | —                                   | —                                   | —                                   | Black Cherry   |
| 2004  | Twist                            | 31                                  | —                                   | —                                   | —                                   | —                                   | —                                   | —                                   | 18                                  | Black Cherry   |
| 2004  | Black Cherry                     | 28                                  | —                                   | —                                   | —                                   | —                                   | —                                   | —                                   | 15                                  | Black Cherry   |
| 2004  | Strict Machine '04               | 20                                  | —                                   | —                                   | —                                   | —                                   | 26                                  | 1                                   | 3                                   | Black Cherry   |
| 2005  | Ooh La La                        | 4                                   | 16                                  | 82                                  | 37                                  | 36                                  | —                                   | 1                                   | —                                   | Supernature    |
| 2005  | Number 1                         | 9                                   | 29                                  | —                                   | —                                   | —                                   | 7                                   | 1                                   | 1                                   | Supernature    |
| 2006  | Ride a White Horse               | 15                                  | 36                                  | —                                   | —                                   | —                                   | —                                   | 30                                  | 5                                   | Supernature    |
| 2006  | Fly Me Away                      | 26                                  | 40                                  | —                                   | —                                   | —                                   | —                                   | 6                                   | —                                   | Supernature    |
| 2006  | Satin Boys, Flaming Chic[A]      | —                                   | —                                   | —                                   | —                                   | —                                   | —                                   | —                                   | —                                   | We Are Glitter |
| 2008  | A&E                              | 10                                  | 33                                  | 98                                  | —                                   | 85                                  | —                                   | —                                   | 1                                   | Seventh Tree   |
| 2008  | Happiness                        | 25                                  | —                                   | —                                   | —                                   | —                                   | —                                   | —                                   | —                                   | Seventh Tree   |
| 2008  | Caravan Girl                     | 54                                  | —                                   | —                                   | 80                                  | —                                   | —                                   | —                                   | —                                   | Seventh Tree   |
| 2009  | Clowns                           | 58                                  | —                                   | —                                   | —                                   | 12                                  | —                                   | —                                   | —                                   | Seventh Tree   |
| 2010  | Rocket                           | 47                                  | —                                   | —                                   | —                                   | —                                   | —                                   | 4                                   | —                                   | Head First     |
| 2010  | Believer                         | 47                                  | —                                   | —                                   | —                                   | —                                   | —                                   | 4                                   | —                                   | Head First     |
| 2012  | Yello Halo                       | —                                   | —                                   | —                                   | —                                   | —                                   | —                                   | —                                   | —                                   | The Singles    |
| 2017  | Anymore                          | —                                   | —                                   | —                                   | —                                   | —                                   | —                                   | —                                   | —                                   | Silver Eye     |

Remarques
- A ^ Picture disc en édition limitée pour le Royaume-Uni.

### Singles promotionnels
- 2003 : Yes Sir
- 2006 : Slide In (DFA Remix)

### DVD
- 2004 : Wonderful Electric, Live in London